# مجمع ملی قدرت خلق
مجمع ملی قدرت خلق (اسپانیایی: Asamblea Nacional del Poder Popular‎) قوه مقننه تک‌مجلسی کوبا و نهاد عالی قدرت دولتی در آن کشور است. اعضای آن (که هم‌اکنون ۶۰۵ نفرند) از حوزه‌های انتخابیهٔ چند عضوی برای دوره‌های پنج ساله انتخاب می‌شوند. رئیس کنونی مجمع استبان لازو هرناندز است. مجمع دو بار در سال تشکیل جلسه می‌دهد. بین نشست‌های آن شورای ۳۱ نفره دولتی آن را نمایندگی می‌کند.